# 守住貫魚
守住 貫魚（もりずみ つらな、文化6年7月11日〈1809年8月21日〉 - 明治25年〈1892年〉2月26日）は、幕末から明治初期の日本画家。姓は清原のち守住、名は徳次郎、字は士済、幼名伸美（のぶよし）、初号輝美（てるよし）、ついで定輝、そして貫魚と改める。号は是姓斎、回春斎、寄生軒など。子に守住勇魚、守住周魚がいる。

## 生涯
阿波国・徳島城下の富田掃除町（現在の徳島県徳島市明神町）で、徳島藩の鉄砲方・庄野（または新居見）幸次郎延知の子として生まれる。文政7年（1824年）16歳で江戸に出て、住吉広行の弟子で藩の絵師・渡辺広輝に入門する。その頃、広輝は「光格上皇修学院に幸する儀仗図」の制作にとりかかっていたが、入門した貫魚に助手として手伝いを命じた際、貫魚の技が優れているのに驚き、文政12年（1829年）1月、貫魚は広輝から「輝」の一字を与えられ、輝美と号した。天保4年（1833年）幕府御用絵師板谷広当の「日光縁起絵巻」制作を手伝った際、板谷家の本家にあたる住吉広定（のち広貫に改名）にその実力を認められ、翌年その門に入る。さらに天保6年（1835年）、一橋公の命を受けてその寝殿の障壁画を描いた。これが一橋徳川家のお気に入りとなり、将軍徳川家斉の目にもとまり、幕府の絵師に取り立てるべき内命があった。この年の12月、貫魚は広定より「定」の字を授かり、定輝と号することになった。
阿波藩主蜂須賀斉昌は、一橋公の要望があったものの貫魚の技を惜しんで断り、天保7年（1836年）に貫魚を帰国させる。広輝の死後、弘化元年（1844年）、貫魚は正式に阿波藩の御用絵師となった。以後60歳まで仕える。隠居した12代藩主蜂須賀斉昌に随行して、各地の名所旧跡や古物を写した。これらに関しては特に、藩命による「全国名勝絵巻」10巻（徳島県指定文化財）や、アメリカから帰ってきた漂流者初太郎の記録「亜墨漂流新話」の挿絵を、模型を制作して描いたことなどが知られている。
安政元年（1854年）、師の住吉広定が弘貫と改号したため自身も貫魚に改名する。「貫」は弘貫の一字を、「魚」の字は藩主に与えられたという。翌年八月、弘貫の依頼により、京都御所紫辰殿の賢聖障子に「朝賀の図」を補写した。
明治に入り廃藩置県後は藩から離れ、明治5年（1872年）から同12年までの間、徳島市の大麻比古神社（徳島市明神町）、金毘羅神社（同勢見町）、国瑞彦神社（同伊賀町）等の神官を歴任した。しかし、画家として身を立てるべく一念発起して、明治14年（1881年）に息子・勇魚が住む大阪に移る。翌年の第一回内国絵画共進会に「船上山遷幸図」を出品して銅印を受賞し（他には今尾景年、川端玉章、田能村直入）、更に明治17年（1884年）には「宇治川先登図」（個人蔵）と「登龍図」の二点を出品し、3194点中ただ一人金賞を受賞した。このとき貫魚は76歳だった。浪華画学校では皇国画教員として後進の指導にあたり、明治21年（1888年）に竣工した皇居明治宮殿の障壁画の制作にも取り組んだ。貫魚はこの時、杉戸に「田舎機織り図」と「棕櫚図」を、小襖に「虫撰び図」を描いた。明治23年（1890年）、日本美術協会第三回展覧会に「紫式部石山に月を観る図」（石山寺蔵）を出品し金牌を受領した。さらに、この年10月2日、宮内省から橋本雅邦、高村光雲らとともに帝室技芸員に選ばれた。明治25年（1892年）2月26日、大阪市東区谷町の自宅で老衰のため84歳の生涯を閉じた。墓は徳島市伊賀町の神葬墓地にある。
息子に守住勇魚、次女に守住周魚がいる。弟子に関しては、貫魚自身が書き残した「門弟名面」という記録によれば総勢70数名と非常に多く、小沢輝興、林半窓、村瀬魚親、岸魚躍、森魚渕、原鵬雲、小沢魚興、三好賢古、上田魚行、森崎桃春、森崎春潮などが知られている。

## 作風
貫魚の作品は徳島に比較的多く残っている。貫魚は花鳥・山水・肖像画などあらゆる画題を描いたが、特に歴史画にその力量が発揮されている。いずれも住吉派の伝統を守った緻密かつ優美な作品であるが、明治以降の出品作には力強さというものが加えられている。有職故実に精通し、その考証の高さを作品だけではなく、残された多くの下絵や模型などからも感じ取ることができる。徳島県立博物館には、貫魚の下書きや写しなどの粉本類や収集資料などからなる「守住家資料」数千点が所蔵されている。明治28年の大阪博物場天野皓筆の貫魚の履歴には、その人となりについて、「純正寡黙清廉にして時俗に媚びず、今尚ほ力を絵事に用ゆ、先生歳既に老い手脚顫動、然れども筆を採ればたちまち常人に異ならず」とみえ、貫魚の人柄、作画に対する態度が見て取れる。また「今日新聞」301号付録（明治18年9月25日）の「日本十傑肖像」の記事で、政治家・伊藤博文、軍師・榎本武揚、学術家・中村正直、法律家・鳩山和夫、著述家・福澤諭吉、商法家・渋沢栄一らとともに画家・守住貫魚が見え、当時貫魚は一級の芸術家として高い評価を受けていたことがわかる。

## 主な作品
| 作品名                    | 技法               | 形状・員数 | 寸法（縦x横cm）               | 所有者                           | 年代                            | 落款                                  | 備考 |
| ------------------------- | ------------------ | ---------- | ----------------------------- | -------------------------------- | ------------------------------- | ------------------------------------- | --- |
| 全国名勝絵巻              | 紙本淡彩           | 10巻       |                               | 徳島県立博物館                   | 1835-1844年（天保6-15年）？     |                                       | 徳島県指定文化財。 西国を中心とする各地の風景を10巻にまとめて藩に提出した作。昭和42年（1967年）に蜂須賀年子が記した箱書きによると、貫魚と同門だった佐香貫古の合作で、天保6年に描き始めて、同15年に完成させたという。しかし、この制作年の根拠は不明で、元々10巻の予定であったのかも定かでない。 |
| 柳に水車図・桐花図 杉戸絵 |                    | 2枚4面     | 外寸176.3×95.9 内寸164.5×83.9 | 徳島市立徳島城博物館             | 1842年（天保13年） 江戸時代後期 |                                       | 徳島市有形文化財。 表面には月、籠、雲、桃山時代に流行していた柳及び水車が描かれている。図柄は、県指定有形文化財（絵画）「柳橋水車図六曲屏風」を模したとも考えられる。 水車を胡粉で盛り上げた上に箔を貼り、雲も金箔を貼った上に文様を入れる。 別名：火伏せの板戸                                |
| 新町橋渡初之図            | 絹本著色           | 1幅        | 84.0x115.0                    | 個人                             | 1864年（元治元年）              | 款記「清原貫魚」                      | 徳島県指定文化財。元治元年11月8日に行われた新町橋渡り初めの様子を描いた作品。 |
| 源氏物語 明石図           | 絹本墨画淡彩金泥引 | 1幅        | 123.0x53.0                    | 徳島市立徳島城博物館             | 幕末                            | 款記「守住貫魚」                      | |
| 唐子遊図屏風              | 紙本金地著色       | 六曲一隻   | 109.2x281.0                   | 個人                             | 江戸時代                        | 款記「守住定輝筆」/「定輝」白文方印   | |
| 鳴門図襖                  | 紙本著色           | 襖4面      |                               | 徳島県立博物館                   | 1878年（明治11年）              |                                       | |
| 天橋立図襖                | 紙本著色           | 襖6面      |                               | 個人（徳島市立徳島城博物館寄託） | 1880年（明治13年）              |                                       | |
| 仁徳天皇像                |                    |            |                               | キヨッソーネ東洋美術館           | 1883年（明治17年）              |                                       | |
| 紫式部石山寺観月図        | 絹本著色           | 1幅        | 120.0x50.0                    | 石山寺                           | 1890年（明治23年）              |                                       | 日本美術協会第三回展覧会金牌 |
| 兼好法師絵巻              | 絹本著色           | 1巻        | 23.3x1217.1                   | 徳島県立博物館                   |                                 | 款記「清原倭定輝」/「回春斎」白文瓢印 | |
| 源氏物語 花の宴           | 絹本著色           | 1幅        | 113,.0x56.3                   | 香雪美術館寄託                   |                                 | 款記「清原貫魚」/「輝」朱文花形印     | |
| 武具虫干図屏風            |                    | 六曲一双   |                               | 法人                             |                                 |                                       | |
| 児島高徳像                |                    |            |                               | ダラム大学オリエンタル博物館     |                                 | 款記「清原貫魚」                      | |